# 노원 프레미어스 엠코
노원 프레미어스 엠코(영어: Nowon Premier's Amco)는 대한민국 서울특별시 노원구 공릉동에 위치한 아파트다. 총 234세대, 총 2개동, 총 지상 36층으로 구성되어 있다.

## 교통
- ● 서울 지하철 6호선 - 태릉입구역
- ● 서울 지하철 7호선 - 태릉입구역